# Cristian Cominelli
Cristian Cominelli (ur. 22 maja 1988 w Breno) – włoski kolarz górski i przełajowy, trzykrotny medalista mistrzostw świata i wicemistrz Europy MTB, a także brązowy medalista przełajowych mistrzostw świata.

## Kariera
Pierwszy sukces w karierze Cristian Cominelli osiągnął w 2006 roku, kiedy reprezentacja Włoch w składzie: Tony Longo, Cristian Cominelli, Eva Lechner i Yader Zoli zdobyła srebrny medal w sztafecie cross-country podczas mistrzostw świata w Rotorua. Na rozgrywanych dwa lata później mistrzostwach świata w Val di Sole Włosi zdobyli brązowy medal, a wspólnie z Marco Aurelio Fontaną, 
Gerhardem Kerschbaumerem i Evą Lechner zwyciężył w tej konkurencji na mistrzostwach świata w Canberze. W 2008 roku wziął udział w przełajowych mistrzostwach świata w Treviso, gdzie zdobył brązowy medal w kategorii U-23. W tym samym roku Włosi z Cominellim w składzie zajęli drugie miejsce na mistrzostwach Europy w St. Wendel. Nie startował igrzyskach olimpijskich.